# Richtlinie 2002/46/EG
Die Richtlinie 2002/46/EG ist eine Europäische Richtlinie, die harmonisierte Bestimmungen für Nahrungsergänzungsmittel, die als Lebensmittel in der Europäischen Union in Verkehr gebracht werden, enthält. Sie soll sicherstellen, dass Verbraucher bei Nahrungsergänzungsmitteln keine irreführenden Informationen erhalten und vor potenziellen Gesundheitsrisiken geschützt sind und bestehende Rechtsvorschriften sowohl auf nationaler als auch auf europäischer Ebene konsolidieren und ersetzen. Die Richtlinie trat am 12. Juli 2002 in Kraft und musste zum 31. Juli 2002 in nationales Recht umgesetzt werden.

## Anwendung
Die Richtlinie 2002/46/EG enthält in Anhang I eine harmonisierte Liste von Vitaminen und Mineralstoffen, welche in Nahrungsergänzungsmittel enthalten sein dürfen. Sie gilt nicht für Arzneimittel.
Durch die Richtlinie wird festgelegt, dass der Hersteller empfohlene Mindest- und Höchstmengen angeben muss und dass keinerlei werbliche Aussagen gemacht werden dürfen, dass sie der Verhütung, Behandlung oder Heilung einer Erkrankung dienen. Ferner darf nicht suggeriert werden, dass bei einer ausgewogenen, abwechslungsreichen Ernährung die Zufuhr von angemessenen Nährstoffmengen nicht möglich sei. Angegeben werden müssen die enthaltenen Nährstoffe oder sonstigen Stoffe und eine empfohlene tägliche Verzehrmenge. Daneben müssen Warnhinweise vorhanden sein, dass die empfohlene Dosis nicht zu überschreiten werden soll und das Produkt außerhalb der Reichweite von kleinen Kindern aufzubewahren ist.

## Umsetzung in nationales Recht
Da es sich um eine EU-Richtlinie handelt, muss diese in nationales Recht umgesetzt werden. In Deutschland geschah dies durch die Verordnung über Nahrungsergänzungsmittel und zur Änderung der Verordnung über vitaminisierte Lebensmittel, in Österreich durch die Verordnung der Bundesministerin für Gesundheit und Frauen über Nahrungsergänzungssmittel (NEMV) und das Lebensmittelsicherheits- und Verbraucherschutzgesetz - LMSVG.
Zudem können nationalen Behörden zusätzliche Regelungen treffen. So können sie vorschreiben, dass Hersteller ihnen das Inverkehrbringen eines Produkts anzeigen müssen (z. B. indem sie Musteretikett übermitteln) oder auch den Verkauf eines Produktes beschränken oder ganz untersagen, wenn es Hinweise gibt, dass das Produkt die menschliche Gesundheit gefährden könnte.

## Ergänzende Vorschriften
Ergänzt wird diese Verordnung durch weitere EU-Verordnungen, die die Zugabe von Substanzen zu Lebensmitteln regeln, wie 
- die Verordnung (EU) Nr. 609/2013 über Lebensmittel für Säuglinge und Kleinkinder und für besondere medizinische Zwecke und Tagesrationen für gewichtskontrollierende Ernährung
- die Verordnung (EG) Nr. 1924/2006 (Health Claims)
- die Verordnung (EG) Nr. 1925/2006 (Anreicherungsverordnung)